# PGC 1429195
LEDA/PGC 1429195 ist eine Radiogalaxie im Sternbild Widder auf der Ekliptik. Sie ist schätzungsweise 218 Millionen Lichtjahre von der Milchstraße entfernt und hat einen Durchmesser von etwa 40.000 Lichtjahren. Vom Sonnensystem aus entfernt sich das Objekt mit einer errechneten Radialgeschwindigkeit von näherungsweise 4.800 Kilometern pro Sekunde.
Im selben Himmelsareal befinden sich unter anderem die Galaxien PGC 8788, PGC 1421314, PGC 1425428.